# Lucciana
Lucciana ist eine Gemeinde mit 6354 Einwohnern (Stand 1. Januar 2022) im Département Haute-Corse auf der französischen Insel Korsika.

## Geografie
Lucciana befindet sich am östlichen Rand des korsischen Gebirges. Zur Gemeindegemarkung, die über die Küstenebene bis an das Mittelmeer reicht, gehören auch die Dörfer Casamozza und Crocetta sowie die Feriensiedlungen Plage de la Marana und Plage de Pineto am Tyrrhenischen Meer. Die Südgrenze der Gemeinde bildet der Golo, der längste Fluss Korsikas.
Die Nachbargemeinden sind Vignale im Westen und Nordwesten, Borgo im Norden, Monte und Vescovato im Süden und Prunelli-di-Casacconi im Südwesten.

## Geschichte
In Mariana, unweit von Lucciana, entstand 104 v. Chr. eine Kolonie, siehe Geschichte Korsikas.

### Demografie
| Jahr      | 1962 | 1968 | 1975 | 1982 | 1990 | 1999 | 2007 | 2017 |
| --------- | ---- | ---- | ---- | ---- | ---- | ---- | ---- | ---- |
| Einwohner | 799  | 1653 | 2507 | 2692 | 3217 | 3794 | 4010 | 5780 |

## Bauwerke
- In Lucciana beginnt die SACOI, eine 1965 erstellte HGÜ-Anlage
- Ehemalige Kathedrale „Santa-Maria-Assunta dite La Canonica“

### Kirchen
- Kirche San Parteo, romanische Kirche, datiert auf das 7. Jahrhundert
- Kirche San Michele
- Kapelle San Michele

## Infrastruktur
Lucciana hat einen Bahnhof an der Bahnstrecke Bastia–Ajaccio, von der in Ponte-Leccia die Bahnstrecke Ponte-Leccia–Calvi abzweigt. Sowohl nach Ajaccio als auch nach Calvi bestehen durchgehende Zugverbindungen. Außerdem bedienen den Bahnhof die Vorortzüge, die zwischen Bastia und Casamozza verkehren.
Mit den Schnellstraßen 193 und 198 ist Lucciana an das Netz der Routes nationales angeschlossen.
Auf dem Gemeindegebiet von Lucciana befindet sich der größte Teil des Flughafens Bastia inklusive Zufahrt und Abfertigungsgebäuden.